# Norges runinskrifter 239
N 239 är en vikingatida runsten belägen vid ingången till Sandnes rådhus i Stangeland, Høiland socken och Sandnes kommun.

## Inskriften
Translitterering av runraden:
þur(b)(i)(u)(r)(n) : skalt : ra(i)sti s(t)n (þ)(o)n(a) aft : s(o)i-÷þuri : sun : sin : is o : (t)on(m)arku (:) (f)il
Normalisering till fornvästnordiska:
Þorbjôrn Skald reisti stein þenna ept soi-þóri, son sinn, er á Danmôrku fell.
Översättning till nusvenska:
Torbjörn skald reste denna sten efter ...tore, sin son. Han föll i Danmark.